# Jean-Pierre Munch
Pour les articles homonymes, voir Munch.
Jean-Pierre Munch est un coureur cycliste français, né le 12 juillet 1926 à Strasbourg et mort le 11 octobre 1996 dans sa ville natale. Professionnel de 1951 à 1953, il remporte Nancy-Strasbourg en 1952, puis le classement général et deux étapes de Paris-Nice en 1953.
Son petit frère Paul (1932-2008) a également été coureur cycliste.

## Palmarès
- 1948
  - 3e de Nancy-Strasbourg
- 1949
  - 3e de Nancy-Strasbourg
  - 3e du championnat d'Alsace indépendants
- 1952
  - Nancy-Strasbourg
- 1953
  - Paris-Nice :
    - Classement général
    - 3eb et 4e étapes